# Karel Biddeloo
Karel Biddeloo (Wuustwezel, 17 augustus 1943 – Gooreind, 7 juni 2004) was een Belgisch striptekenaar, vooral bekend van de reeks De Rode Ridder, die hij eind jaren 60 van Willy Vandersteen overnam.

## Biografie

### Jonge jaren
Biddeloo volgde een opleiding aan het Instituut voor Sierkunsten en Ambachten te Antwerpen. Na zijn militaire dienst werkte hij als reclametekenaar voor een grootwarenhuis.
In 1966 kwam Biddeloo in dienst bij Studio Vandersteen, eerst als potloodtekenaar voor de serie Bessy en vervolgens werkte hij als inkter in de studio in Kalmthout aan de series Biggles en Karl May. Ook werkte hij mee aan de serie Safari.

### De Rode Ridder
Maar Biddeloo werd vooral bekend als de nieuwe tekenaar van de reeks De Rode Ridder. Het eerste verhaal waarvan hij de schetsen mocht uitwerken en inkt zetten was De wilde jacht (album 37, 1968). Vanwege tegenvallende verkoopcijfers wilde Willy Vandersteen eind jaren 60 de stripreeks stopzetten en de Rode Ridder laten sterven in het album De laatste droom (album 41, 1969). Uiteindelijk werd echter besloten de reeks "Biggles" te stoppen. Biddeloo nam "De Rode Ridder" geheel over vanaf Drie huurlingen (album 44, 1969) en voorzag zowel de tekeningen als de scenario's. Zijn Zweedse vrouw zorgde voor de inkleuring.
Biddeloo introduceerde de karakters Bahaal als verpersoonlijking van het Kwaad en Galaxa als verpersoonlijking van het Goede, die in veel albums een belangrijke plaats innemen. Ook Demoniah werd door hem bedacht. Bovendien bezorgde hij de Rode Ridder een thuishaven: het kasteel van Horst. Monsters, vampieren en zelfs buitenaardse wezens waren nu de slechteriken waar de Rode Ridder het tegen moest opnemen.
Film was voor Biddeloo een grote inspiratiebron. Voor de vrouwen in zijn strips liet hij zich vaak inspireren door filmactrices als Claudia Cardinale. Het album "Karpax: de stalen man" was geïnspireerd door Star Wars.
Onder Biddeloo's toedoen evolueerde de serie geleidelijk aan van een klassieke ridderstrip naar Sword & Sorcery met fantasy- en sciencefiction elementen erin. Ook verschenen er steeds vaker schaars geklede rondborstige vrouwen. Vandersteen was in eerste instantie hier niet zo gelukkig mee, maar de serie verkocht wel weer beter.

### Succes en kritiek
Biddeloo bekommerde zich niet om de kritiek dat hij de stripreeks tot pulp had laten evolueren. "De Rode Ridder' is pulpliteratuur", liet hij in december 2003 tijdens een lang interview in de krant De Morgen weten: "Niet meer, niet minder. Dertig pagina's die een kwartiertje ontspanning geven. Dat is het. (...) Het is puur entertainment. Moet je dan uiterst gedetailleerd en extreem zorgvuldig te werk gaan? Ik vind het niveau van de reeks niet eens zo slecht. Het gaat per slot van rekening om een album met de waarde van een pakje sigaretten." Biddeloo's werktempo lag bovendien zo hoog (gemiddeld zes verhalen per jaar!), dat hij geen tijd voor documentatie overhield. Hij zag zichzelf ook niet als een artiest, eerder als een "fantast".
Uiteindelijk is De Rode Ridder de enige stripreeks, naast Suske en Wiske, die na Vandersteens dood is blijven verschijnen. Biddeloo ontving in 1979 een Bronzen Adhemar voor zijn oeuvre. Tijdens de jaren 70 en 80 verkocht de reeks bijzonder goed, nadien was ze minder succesrijk. Biddeloo zelf weet dit aan het stopzetten van de voorpublicatie in kranten van de VUM-groep en de steeds grotere populariteit van televisie en computerspelletjes. In 2001 dwong Standaard Uitgeverij hem de borsten van zijn vrouwelijke personages minder groot te tekenen en ook de SF- en fantasy-elementen wat af te zwakken. Ze hoopten dat een terugkeer naar de oorspronkelijke sfeer van de strips de verkoop ietwat zou doen stijgen. Biddeloo heeft zich hier desondanks niet echt aan gehouden.
Biddeloo tekende en schreef zo'n 163 verhalen. Het laatste album Gog en Magog (album 206, 2004) verscheen enkele maanden na zijn dood in december 2004. Biddeloo had een agressieve vorm van long- en beenkanker en overleed op 60-jarige leeftijd. Zijn leven lang heeft hij gehoopt ooit nog een eigen reeks te kunnen beginnen, maar dit is hem door het harde werktempo nooit gelukt.
De serie werd een jaar na de dood van Biddeloo voortgezet door Martin Lodewijk (scenario) en Claus Scholz (tekeningen). Na Scholz' pensionering in 2016 werd de reeks voortgezet door Marc Legendre (scenario) en de Italiaanse tekenaar Fabio Bono (tekeningen).
Minder bekend is dat Biddeloo samen met Karel Verschuere ook illustraties verzorgde voor de Rode Ridder-boekenreeks..
Op 27 september 2009 werd een standbeeld van hem onthuld in Gooreind (Wuustwezel). Het beeld werd vervaardigd door Peter Kempenaers.

## Trivia
- In zijn vrije tijd speelde Biddeloo jarenlang de rol van cowboy "Johnny Reb" in de westernclub El Paso in de Kempen. Nadat hij tijdens een schietscène kruit in zijn oog had gekregen, hield hij deze hobby echter voor gezien. Later sloot hij zich aan bij het gezelschap "De Pynnockridders" in Horst en liet hij zich tot ridder Karel de Montabour slaan.
- Karel Biddeloo had een aantal cameo's in de stripreeks Nero van Marc Sleen. Hij is er twee keer te zien als cowboy Johnny Reb: in De P.P. Safari (1979-1980) staat hij op een affiche (strook 3) en in Het Monster van Sarawak (1982) speelt hij een iets grotere rol als booswicht. In De "Z" van Zottebie (1989) jaagt Madam Nero een naaktmodel weg dat voor Nero komt poseren. Nero protesteert met de woorden: "In 'De Rode Ridder' zie je heel wat meer!" (strook 24). In strook 26 van De Kolbak van How (1993-1994) wordt Nero geconfronteerd met een schaars gekleed duivelinnetje, maar vindt dat ze eerder thuishoort in "De Rode Ridder".